# Lorenc Jemini
Lorenc Jemini (Ersekë, 1974. április 13. –) albán nemzetközi labdarúgó-játékvezető.

## Pályafutása

### Nemzetközi játékvezetés
Az Albán labdarúgó-szövetség Játékvezető Bizottsága (JB) terjesztette fel nemzetközi játékvezetőnek, a Nemzetközi Labdarúgó-szövetség (FIFA) 2005-től tartotta nyilván bírói keretében. Több nemzetek közötti válogatott és klubmérkőzést vezetett vagy partbíróként tevékenykedett. Az UEFA JB jelenleg a harmadik kategóriába tartozó játékvezetők közé sorolta.

#### Európa-bajnokság
Az európai-U19-es labdarúgó torna döntőjéhez vezető úton Ukrajnában, az elit körben Franciaországba a IX. U19-es labdarúgó-Európa-bajnokságra az UEFA JB játékvezetőként foglalkoztatta.
| Időpont         | Helyszín                  | Mérkőzés típusa             | Mérkőzés                    | Eredmény |
| --------------- | ------------------------- | --------------------------- | --------------------------- | -------- |
| 2010. május 26. | Borex Stadion, Borodianka | elit selejtező (3. csoport) | Ukrajna–Bosznia-Hercegovina | 4 : 1    |
| 2010. május 28. | Obolon Stadion, Kijev     | elit selejtező (3. csoport) | Anglia–Bosznia-Hercegovina  | 4 : 0    |